# Antonia Mercè i Luque
Antonia Mercè i Luque (Buenos Aires, 4 de setembre de 1890 – Baiona, 18 de juliol de 1936) també coneguda com La Argentina, va ser una ballarina i coreògrafa argentina. Formà part de la generació artística en què també brillaren, en les primeres dècades del segle xx, altres ballarines com Amalia Molina, Carmen Tórtola Valencia, Pastora Imperio, Encarnación López (La Argentinita), i altres figures de la dansa i la cançó espanyola.
Els seus pares eren professors i primers ballarins del Teatre Real de Madrid i ella nasqué casualment a l'Argentina, mentre la seva família hi estava de gira.Va ser deixebla dels seus pares, i també de l'escola barcelonina de Pauleta Pàmies i Sacha Goudine, però va abandonar la dansa clàssica per dedicar-se de forma autodidàctica a la dansa espanyola, estil en el qual va formar parella diverses vegades amb el ballarí Vicente Escudero. El 1911 es va instal·lar a París i va fer diverses gires per Alemanya, Bèlgica, Rússia o Amèrica del Sud, entre d'altres. Va ser aclamada arreu, especialment després d'actuar el 1929 a l'Opéra-comique de París amb la seva primera "Compañía de Baile Espanyol". Quatre anys després arribaria la seva consagració artística oferint el seu primer recital a l'Òpera de Paris.
Se li va concedir la primera condecoració del Govern de la Segona República Espanyola i la medalla del Govern Francès de La Legió d'Honor.

## Fons
Part del fons d'Antonia Mercè i Luque, que inclou tant fotografies com indumentària, està conservada al Museu de les Arts Escèniques de l'Institut del Teatre de Barcelona.

## Coreografies
Algunes de les coreografies creades per Antonia Mercé foren:
- El Amor Brujo (Falla, 1925), al Trianon Lyrique de París.
- El Fandango del Candil (Durán, 1927), estrenat a Stadtheater de Bielefelf.
- El Contrabandista (Esplá, 1928).
- Sonatina (E. Halffter, 1928), al Théâtre Fémina.
- Triana (Albéniz, 1929).
- La Procesión (Albéniz, 1929).
- Juerga (Bautista, 1929), a l'Opéra-Comique.